# Öffentliche Auslegung
Die öffentliche Auslegung ist in Deutschland ein gesetzlich festgelegter Verfahrensschritt im Rahmen der formellen Bürgerbeteiligung bei raumbedeutsamen Planungen, z. B. in Raumordnungsverfahren (§ 10 Abs. 1 Satz 2 ROG), der Bauleitplanung (§ 3 Abs. 2 Satz 1 BauGB) oder Planfeststellung (§ 73 Abs. 3 VwVfG).

## Verfahren in der Bauleitplanung
Entwürfe von Bauleitplänen sind mit der Begründung und den nach Einschätzung der Gemeinde wesentlichen, bereits vorliegenden umweltbezogenen Stellungnahmen für die Dauer eines Monats öffentlich auszulegen (§ 3 Abs. 2 Satz 1 BauGB).
Der Auslegung geht die frühzeitige Öffentlichkeitsbeteiligung voraus. Bei beschleunigten Verfahren der Innenentwicklung kann auf diesen Verfahrensschritt verzichtet werden.  Die auszulegenden Unterlagen werden in den zuständigen Verwaltungsstellen vor- und aufbereitet. In den Gremien wie Gemeinderäten, Stadtverordneten- oder Verbandsversammlungen und Kreistagen werden die auszulegenden Unterlagen in öffentlicher Sitzung festgelegt.
Die Auslegung muss mindestens eine Woche vor Beginn unter Angabe von Ort und Zugangsmöglichkeiten ortsüblich bekanntgegeben werden. Die Mindestfristen für Bekanntmachung und Auslegung ergeben sich aus § 3 Abs. 2 Satz 1 und 2 BauGB.
Im Rahmen der Auslegung können Anregungen, Einwände und Stellungnahmen abgegeben werden. Diese Möglichkeit haben direkt Betroffene, die am oder im Plangebiet wohnen, Träger öffentlicher Belange, Interessengruppen und -vertreter, wie Naturschutz- und Landwirtschaftsverbände, sowie interessierte oder fachkundige Bürger.
Nach der Offenlegung werden die eingegangenen Stellungnahmen bzw. Einwendungen in der Verwaltung geprüft und den entsprechenden Beschlussgremien mit entsprechenden Hinweisen bzw. Abhilfevorschlägen zugeleitet. Nach Beratung wird in wiederum öffentlicher Sitzung nach Abarbeitung der Stellungnahmen und der Verwaltungsvorlage der Bebauungsplan als Satzung beschlossen (§ 10 Abs. 1 BauGB). Bei vorzunehmenden wesentlichen Änderungen (z. B. bei Nichtberücksichtigungen oder Verletzungen von Rechtsvorschriften) muss u. U. eine zweite oder auch weitere wiederholte Offenlegung beschlossen und durchgeführt werden.
Ein Verstoß gegen die Auslegungsvorschriften ist grundsätzlich beachtlich und führt zur formellen Rechtswidrigkeit des Bebauungsplans, kann aber durch Fristablauf unbeachtlich werden, sodass ein formelles Vorgehen gegen den Bebauungsplan aufgrund dieses Fehlers dann nicht mehr möglich ist (§ 214 Abs. 1 Nr. 2, § 215 Abs. 1 Nr. 1 BauGB). Die materielle Beweislast dafür, dass die umweltbezogenen Stellungnahmen im Sinn von § 3 Abs. 2 Satz 1 BauGB tatsächlich öffentlich ausgelegt wurden, trifft die Gemeinde.
Ein späterer Normenkontrollantrag gegen den Bebauungsplan war bis zum Wegfall des § 47 Abs. 2a VwGO im Juni 2017 unzulässig, wenn der Antragsteller nur Einwendungen geltend gemacht hat, die er im Rahmen der öffentlichen Auslegung nicht oder verspätet geltend gemacht hatte, aber hätte geltend machen können.

## Elektronische Beteiligungsverfahren
Durch das Europarechtsanpassungsgesetz im Jahre 2004 wurden Möglichkeiten elektronischer Beteiligungsverfahren eingeführt, die seit 7. Juli 2023 nunmehr verpflichtend durchzuführen sind. Gemäß § 3 Abs. 2 Satz 1 BauGB sind die „Entwürfe der Bauleitpläne […] im Internet zu veröffentlichen“, wobei nach Satz 2 ebenfalls eine Veröffentlichung in Form einer oder mehrerer „leicht zu erreichender Zugangsmöglichkeiten“ zu erfolgen hat (öffentliche Auslegung, öffentlich zugängliche Lesegeräte).